# لیف هوگستروم
لیف هوگستروم (انگلیسی: Leif Högström؛ زادهٔ ۴ ژوئیهٔ ۱۹۵۵) شمشیرباز اهل سوئد بود.
وی در مسابقات کشوری و بین‌المللی در مجموع برندهٔ ۱ مدال طلا شده‌است.